# Once Were Warriors
Once Were Warriors is een film uit 1994 en speelt zich af in een buitenwijk van Auckland (Nieuw-Zeeland). De film is gebaseerd op een boek van Alan Duff. De film vertelt het verhaal van een Maori familie, de Hekes, en hun problemen rondom armoede, alcoholisme en huiselijk geweld, met name veroorzaakt door de vader, Jake Heke.
De film typeert zich door een vrij reële weergave van het leven van een familie uit een culturele minderheidsgroepering net boven de armoedegrens. De problemen van deze familie worden door velen als cultuuroverstijgend geacht: hoewel zich bewust van hun afkomst, staan zij ver af van hun voorvaderen en diens oude normen, waarden en gebruiken.

## Verhaal
Jake Heke is een agressieve man die veel drinkt en zijn vrouw en kinderen slaat wanneer hij dronken is. Jake en Beth houden desondanks overduidelijk veel van elkaar, maar Jake's gedrag maakt de familie langzaamaan kapot. Hun oudste zoon Nig overweegt om zich aan te sluiten bij een groep van Maori jongeren. Om bij de groep te mogen horen, wordt hij eerst herhaaldelijk in elkaar geslagen, waarna hij wordt aanvaard als nieuw lid en meegaat in hun rituelen als het nemen van een Tā moko, een typische Maori gezichttatoeage.
De tweede zoon Boogie wordt uit huis geplaatst na problemen met de politie en komt terecht in een instelling waar hij de oude Maori gebruiken leert kennen en langzaamaan begint te waarderen.
De dertienjarige Grace schrijft haar eigen verhalen, gebaseerd op de vertellingen uit de Maori-mythologie. Ondertussen probeert zij het gezin bijeen te houden, maar vaak zoekt zij bescherming bij een aan de drugs verslaafd vriendje van haar, die leeft op de straat. Als zij verkracht wordt door haar oom en niemand haar helpt, pleegt zij uiteindelijk zelfmoord door ophanging aan een boom in de tuin.
Dit moment vormt een keerpunt in de film: Beth neemt contact op met haar familie en laat Grace begraven volgens de oude Maori rituelen. Jake kan hier niet mee omgaan en blijft in de kroeg met zijn vrienden. Beth leest in het dagboek van Grace wie de verkrachter was, gaat naar de kroeg en vertelt dit aan Jake. In eerste instantie gelooft Jake haar niet en bedreigt haar, maar als hij zelf de fragmenten van Grace leest, slaat hij de oom in elkaar. Beth vertelt Jake dan dat ze samen met haar kinderen teruggaat naar het Maoridorp en haar tradities. Haar afkomst geeft haar de kracht om Jake's controle over haar te weerstaan, of, zoals Beth het zegt: "Our people once were warriors" (vertaling: "Onze voorvaderen waren ooit krijgers").

## Rolverdeling
| Acteur                | Personage                    |
| --------------------- | ---------------------------- |
| Rena Owen             | Beth Heke (moeder)           |
| Temuera Morrison      | Jake "the Muss" Heke (vader) |
| Mamaengaroa Kerr-Bell | Grace Heke (dochter)         |
| Julian Arahanga       | Nig Heke (oudste zoon)       |
| Taungaroa Emile       | Boogie Heke (tweede zoon)    |
| Rachael Morris Jr.    | Polly Heke (tweede dochter)  |
| Joseph Kairau         | Huata Heke (derde zoon)      |
| Cliff Curtis          | Bully                        |
| Pete Smith            | Dooley                       |
| George Henare         | Bennett                      |
| Mere Boynton          | Mavis                        |
| Shannon Williams      | Toot                         |
| Calvin Tuteao         | Taka (Gang Leader)           |
| Ray Bishop            | King Hitter                  |
| Ian Mune              | Judge                        |

## Prijzen
| Jaar | Filmfestival                            | Prijs                            | Categorie                                                                                 |
| ---- | --------------------------------------- | -------------------------------- | ----------------------------------------------------------------------------------------- |
| 1994 | Venice Film Festival                    | Anicaflash prijs                 |                                                                                           |
| 1994 | San Diego International Film Festival   | Festival Award                   | Beste actrice (Rena Owen)                                                                 |
| 1994 | New Zealand Film and TV Awards          | Filmprijs                        | Beste regisseur                                                                           |
|      |                                         | Filmprijs                        | Beste montage                                                                             |
|      |                                         | Filmprijs                        | Beste film                                                                                |
|      |                                         | Filmprijs                        | Beste filmscore                                                                           |
|      |                                         | Filmprijs                        | Beste minderjarige uitvoering (Taungaroa Emile)                                           |
|      |                                         | Filmprijs                        | Beste uitvoering in een dramatische mannelijke rol (Temuera Morrison)                     |
|      |                                         | Filmprijs                        | Beste uitvoering in een ondersteunende dramatische vrouwelijk rol (Mamaengaroa Kerr-Bell) |
|      |                                         | Filmprijs                        | Beste scenario                                                                            |
|      |                                         | Filmprijs                        | Beste filmmuziek                                                                          |
| 1994 | Festival des films du monde de Montréal | Beste actrice                    | Rena Owen                                                                                 |
|      |                                         | Grand Prix des Amériques         |                                                                                           |
|      |                                         | Prize of the Ecumenical Jury     |                                                                                           |
|      |                                         | Publieksprijs                    |                                                                                           |
| 1995 | Rotterdam International Film Festival   | Publieksprijs                    |                                                                                           |
| 1995 | Fantasporto                             | Critics' Award - Special Mention |                                                                                           |
|      |                                         | International Fantasy Film Award | Beste actrice (Rena Owen)                                                                 |
| 1995 | Australian Film Institute               |                                  |                                                                                           |

Op het Fantasporto is Once Were Warriors ook genomineerd geweest in de categorie Beste film.